# Strâmtoarea Nares
Strâmtoarea Nares este o strâmtoare care desparte insula Ellesmere de Groenlanda. Singura graniță terestră cu Canada a Groenlandei este o mică insulă fără nume din strâmtoarea Nares. Are o lungime de aproximativ 550 de kilometri, se află la aproximativ 1000 de kilometri de Cercul Polar de Nord iar la mică depărtare se află stațiunea de cercetare Alert. Fauna de aici nu este diversificată: urși polari, foci și păsări nordice. Stâmtoarea nu conține foarte multe insule. Sunt doar trei: cea mai mare și cea mijlocie aparțin Groenlandei, iar cea mai mică are graniță între Canada și Groenlanda.